# Marie-Pierre Subtil
Marie-Pierre Subtil est une journaliste française.
Grand reporter au Monde pendant 22 ans, elle a été rédactrice en chef de la revue 6Mois de 2011 et 2018.
Elle publie en 2011 un recueil de Grands portraits du Monde et en 2014 Le Siècle des femmes, une compilation de douze reportages de 6Mois.

## Biographie
Marie-Pierre Subtil commence sa carrière journalistique à la télévision au début des années 1980 avant d’intégrer l’équipe du quotidien Le Monde où elle deviendra grand reporter. Pendant 22 ans elle couvre l’Europe, l’Afrique, les banlieues françaises et la Russie,.
En 2011, elle publie l’anthologie Le Monde : les grands portraits, 1944-2011 qui rassemble une centaine de portraits extraits du quotidien français, de Giovanni Agnelli à Marguerite Yourcenar,.
Marie-Pierre Subtil quitte le journal pour devenir rédactrice en chef de la revue 6Mois à sa création. 
Elle publie en septembre 2014 Le Siècle des femmes, une compilation de douze reportages publiés par 6Mois et qui « donnent à voir les femmes d’aujourd’hui, loin des clichés, ».
En 2017 et 2018, elle dirige la programmation des Rendez-vous de juillet, festival de journalisme organisé par XXI et 6Mois à Autun et Bibracte,.
Marie-Pierre Subtil fait partie de la courte aventure du journal Ebdo, qui s’arrête au bout de trois mois et entraîne la liquidation judiciaire de la société Rollin Publications, qui édite 6Mois et XXI. En 2018, elle quitte la revue après quinze numéros, laissant la place à Léna Mauger et Marion Quillard. 